# Хелена
 Тази статия е за града в Монтана.  За други значения вижте Хелена (пояснение).  
Хелена (на английски: Helena) е град в окръг Луис и Кларк, щата Монтана, Съединените американски щати.
Има население от 31 429 жители (2017) и обща площ от 36,3 km². Намира се на 1237 m надморска височина. Телефонният му код е 406.